# Fălciu
Fălciu é uma comuna romena localizada no distrito de Vaslui, na região de Moldávia. A comuna possui uma área de 148.57 km² e sua população era de 6050 habitantes segundo o censo de 2007.